# Georges Köhler
Georges Jean Franz Köhler (Múnich, 17 de abril de 1946 - Friburgo de Brisgovia, 1 de marzo de 1995) fue un biólogo alemán. Estudió Biología en la Universidad de Friburgo de Brisgovia, se doctoró en el Instituto de Inmunología de Basilea. Inició sus trabajos en el Laboratorio de Biología Molecular de Cambridge.
Junto con César Milstein, consiguió desarrollar una nueva técnica que permitía la obtención de anticuerpos puros contra un determinado antígeno.
Y con César Milstein y Niels K. Jerne, Köhler ganó el Premio Nobel en Fisiología o Medicina en 1984, por «trabajar en el sistema inmunitario y en la producción de anticuerpos monoclonales». En 1984 se convirtió en director del Instituto Max Planck de Inmunobiología, donde trabajó hasta su muerte en 1995.
Una parte de sus investigaciones fue realizada en el Instituto Basel de Inmunobiología  y dada a conocer en la revista Nature.

## Biografía
El padre de Kohler, Karl, era alemán y su madre, Raymonde, francesa. A los diez años, se trasladó con su familia a vivir a la ciudad de Kehl, donde realizó su educación secundaria. En 1965, comenzó sus estudios de Biología en la Universidad de Friburgo de Brisgovia.
Contrajo matrimonio en 1968 con Claudia Reintjes. Se conocieron cuando él todavía estudiaba en la Universidad de Friburgo, mientras que Claudia era asistente de un médico. Tuvieron tres hijos: Katharina, Lucia y Fabian. Terminó sus estudios en 1971. En 1969, mientras realizaba sus estudios en la Universidad, trabajaba los fines de semana, como taxista para mantener a su familia.

## Carrera
En abril de 1974, Köhler comenzó una beca de investigación postdoctoral en el Laboratorio de Biología Molecular en Cambridge, Reino Unido, donde comenzó a trabajar con César Milstein para desarrollar una herramienta de laboratorio que pudiera ayudarlos a investigar el mecanismo que subyace a la diversidad de anticuerpos. Durante el desarrollo de este trabajo, idearon su técnica de hibridoma para la producción de anticuerpos. Köhler continuó su estudio de esta técnica cuando regresó al Instituto de Inmunología de Basilea en abril de 1974. [1]Köhler permaneció en el Instituto de Basilea durante otros nueve años, tiempo durante el cual continuó investigando la diversidad de anticuerpos y a principios de la década de 1980 comenzó a trabajar en el desarrollo de ratones transgénicos como una herramienta para comprender el mecanismo que subyace a la autotolerancia. En 1986, Köhler fue nombrado director del Instituto Max Planck de Inmunobiología, donde trabajó hasta su muerte en 1995. [2] [3]